# 阿里科馬湖
14°19′35″S 69°48′46″W / 14.32639°S 69.81278°W
阿里科馬湖（Lake Aricoma），是秘魯的湖泊，位於該國東南部普諾大區，由東南部普諾大區的克魯塞羅區負責管轄，處於阿里科馬山和哈拉瓦納山以西。